# Campeonato Chileno de Futebol de 1955 - Segunda Divisão
O Campeonato Chileno de Futebol de Segunda Divisão de 1955 foi a 4ª edição do campeonato do futebol do Chile, segunda divisão, no formato "Primera B". Em turno e returno os 8 clubes jogam todos contra todos. O Campeão é promovido para o Campeonato Chileno de Futebol de 1956. O último colocado iria para as Associações de Origem de Futebol do Chile - nível local. Foi o primeiro campeonato com clubes descendidos da primeira divisão.

## Participantes
| Equipe                                                | Cidade       | Região                  | No ano anterior                                    | Estádio                                   | Capacidade | Títulos          | Participações |
| ----------------------------------------------------- | ------------ | ----------------------- | -------------------------------------------------- | ----------------------------------------- | ---------- | ---------------- | ------------- |
| Santiago National Football Club                       | Santiago     | Província de Santiago   | Nono Lugar                                         | Estádio Santa Laura                       | 22.375     | 1 (Serie B 1935) | 4             |
| Club Deportivo Trasandino de Los Andes                | Los Andes    | Província de Aconcágua  | Quinto Lugar                                       | Estádio Regional de Los Andes             | 2.500      | 0 (não possui)   | 4             |
| Club Deportivo San Luis                               | Quillota     | Província de Valparaíso | Quarto Lugar                                       | Estádio Municipal Lucio Fariña Fernández  | 7.500      | 0 (não possui)   | 3             |
| Club Deportivo Alianza de Curicó                      | Curicó       | Província de Curicó     | Sexto Lugar                                        | Estádio La Granja                         | 8.000      | 0 (não possui)   | 2             |
| Club de Deportes Unión La Calera                      | La Calera    | Província de Valparaíso | [ 2 ]                                              | Estádio Municipal Nicolás Chahuán Nazar   | 10.000     | 0 (não possui)   | 1             |
| Club de Deportes de la Universidad Técnica del Estado | Santiago     | Província de Santiago   | Oitavo Lugar                                       | Estádio da Universidad Técnica del Estado | 3.000      | 0 (não possui)   | 2             |
| Club Deportivo Maestranza Central                     | San Bernardo | Província de Santiago   | Volta da desistência do torneio de 1954            | Estádio Maestranza                        | 4.000      | 0 (não possui)   | 3             |
| Deportes Iberia                                       | Los Ángeles  | Provincia de Biobío     | Rebaixado do Campeonato Chileno de Futebol de 1954 | Estádio Municipal de Los Ángeles          | 5.000      | 0 (não possui)   | 1             |

## Campeão
| Campeão Chileno Segunda Divisão 1955                   |
| ------------------------------------------------------ |
| Club Deportivo San Luis (Quillota) (1º título) Campeão |